# Ole Jacobsen (radiovært)
 Der er flere personer med dette navn, se Ole Jacobsen.
Ole Jacobsen (født 1960 i Struer) er en dansk tv og radiovært.
Efter at have læst musik på Aalborg Univercitetscenter, kom Ole Jacobsen til Nordisk Films interne reklameradio Radio AB i 1982. Her begyndte han sin radio karriere. 
I midten af 80'erne var han bl.a. programchef og vært for The Voice, og blev siden den første speaker for TV 2's underholdningsprogram Lykkehjulet.
Ole Jacobsen arbejdede også på TV 2-programmet Eleva2ren men skiftede i 1989 til DR, hvor han i første omgang var ansat halvandet år på DR Midt og Vest i Holstebro. Herefter kom han til det, dengang, nye P3 hvor han bl.a. lavede "Maskinen" og "Go' Morgen P3", inden han i 1997 blev fast ansat på DR-Sporten.
På DR sporten var han bl.a. med til at dække OL i Barcelona (1992), Atlanta (1996), Sydney (2000) og Athen (2004). I 2008 fungerede han desuden som kommentator ved Sejlsports konkurrencerne ved OL i Beijing, og han har også kommenteret langrend og skiskydning ved vinter OL for DRTV. 
Fra 2000 til 2012 var Ole Jacobsen morgenvært på DR P4 København, de sidste 5 år sammen med Charlotte Hagen Striib. Han har desuden været initiativtager til Løb med P4 og var fra d. 1 januar 2012 til 1 januar 2015 vært på det klassiske musikprogram på P4 "Har du hørt".
Fra 2012 og frem til 2018 fortsatte han som eftermiddagsvært på P4 København. Han har siddet i P4's playlistudvalg og bl.a produceret weekend programmerne "Hit på Hit" og "P4 og de nye sange". Desuden har han i flere omgange fungeret som filmanmelder på DR P4 og P5
Fra 2016 og frem til 2018 har han desuden lavet programmet "Cocktail" på P8 Jazz.
Fra 1. januar 2019 var han ansvarlig for 2 programmer på DR's P5. Eftermiddagsprogrammet "Studie 5" og søndagsprogrammet "Hotellet". Var i 2021 og 2022 desuden redaktør på P5.